# Brachyrhopala inopina
Brachyrhopala inopina là một loài ruồi trong họ Asilidae. Brachyrhopala inopina được Walker miêu tả năm 1858.